# Ulič
Ulič (rus. Уліч – Ulicz) – wieś (obec) na Słowacji położona w kraju preszowskim, w powiecie Snina. Pierwsze wzmianki o miejscowości pochodzą z roku 1451.
Według danych z dnia 31 grudnia 2012, wieś zamieszkiwało 919 osób, w tym 456 kobiet i 463 mężczyzn.
W 2001 roku rozkład populacji względem narodowości i przynależności etnicznej wyglądał następująco:
- Słowacy – 70,96%
- Czesi – 0,28%
- Polacy – 0,09%
- Romowie – 4,55%
- Rusini – 21,06%
- Ukraińcy – 2,5%

Ze względu na wyznawaną religię struktura mieszkańców kształtowała się w 2001 roku następująco:
- Katolicy rzymscy – 4,08%
- Grekokatolicy – 34,42%
- Prawosławni – 47,03%
- Ateiści – 5,1%
- Nie podano – 0,46%